# Вахновцы (Черновицкая область)
Вахновцы (укр. Вахнівці) — село в Берегометской поселковой общине Вижницкого района Черновицкой области Украины.
Население по переписи 2001 года составляло 247 человек. Почтовый индекс — 59230. Телефонный код — 3730. Код КОАТУУ — 7320584002.

## История
В 1946 г. Указом ПВС УССР хутор Перцель переименован в Вахновцы.